# Rhabdodemania imer
Rhabdodemania imer is een rondwormensoort uit de familie van de Rhabdodemaniidae. De wetenschappelijke naam van de soort is voor het eerst geldig gepubliceerd in 1973 door Warwick & Platt.